# 11231 Schiavo
11231 Schiavo eller 1999 JF59 är en asteroid i huvudbältet som upptäcktes den 10 maj 1999 av LINEAR i Socorro County, New Mexico. Den är uppkallad efter Justin D. Schiavo.
Asteroiden har en diameter på ungefär 5 kilometer.